# Jeanne de Clare
Jeanne de Clare (entre 1264 et 1267 – après 1322) est une femme de la noblesse anglo-écossaise des XIIIe et XIVe siècles.

## Biographie
Née entre 1264 et 1267, Jeanne de Clare est la seconde fille de Gilbert de Clare, 7e comte de Gloucester et 6e comte de Hertford, et d'Alice de Lusignan. Elle est issue d'un prestigieux lignage : fille d'un des plus puissants magnats anglais du XIIIe siècle, Jeanne compte parmi ses ascendants paternels le célèbre Guillaume le Maréchal, 1er comte de Pembroke, tandis que du côté maternel, elle est une petite-fille de Hugues XI de Lusignan et une arrière-petite-fille du duc Pierre Ier de Bretagne. Elle a de plus une sœur aînée, Isabelle.
Gilbert de Clare et Alice de Lusignan se séparent en 1271, et leur union est finalement annulée en mai 1285. Le 30 avril 1290, le comte de Gloucester et de Hertford se remarie en secondes noces avec Jeanne d'Angleterre, une des filles du roi Édouard Ier d'Angleterre. Leur contrat de mariage stipule que Jeanne de Clare et sa sœur Isabelle ne pourront prétendre à l'héritage paternel et, si le mariage ne produit aucune descendance, les terres de Gilbert seront dévolues aux enfants potentiels d'un second mariage de son épouse Jeanne.
Entre 1285 et janvier 1287, Gilbert de Clare arrange le mariage de sa seconde fille avec le noble écossais Duncan III de Fife. Jeanne reçoit de la part de son père comme présents de noces plusieurs terres situées à Carlton dans le Lincolnshire et à Glapthorn dans le Northamptonshire. Son nouvel époux n'a pas une bonne réputation auprès des contemporains : d'après la Chronique de Lanercost, « en tant que jeune homme, il était cruel et avide au-delà de tout ce que nous avons vu communément ». Après l'assassinat de Duncan III en 1289, Jeanne de Clare élève leur seul fils, Duncan IV, peut-être né quelques mois après la mort de son père.
En 1299, pendant les guerres d'indépendance de l'Écosse, Jeanne est capturée par un certain Herbert de Morham, alors qu'elle se rend à Édimbourg depuis Stirling. Celui-ci la retient prisonnière quelque temps et espère l'épouser, mais elle refuse et écrit peu après au roi Édouard Ier, qui obtient sa libération. En 1302, Jeanne se remarie avec le chevalier Gervase Avenel. Lorsque le couple soutient l'avènement de Robert Bruce sur le trône d'Écosse en 1306, les possessions de Jeanne en Angleterre sont confisquées par Édouard Ier. Cette confiscation est confirmée par Édouard II après son avènement en 1307 et Carlton et Glapthorn sont données à Hugues le Despenser. Demeurée en Écosse, Jeanne de Clare devient veuve une nouvelle fois en 1322 et meurt après son second époux.